# Tia Carrere
Pour les articles homonymes, voir Carrère.
Tia Carrere, nom de scène de Althea Rae Duhinio Janairo, née le 2 janvier 1967 à Honolulu, Hawaï (États-Unis) est une actrice, chanteuse, mannequin et productrice américaine.
Elle est notamment connue pour son rôle de Sydney Fox dans la série télévisée Sydney Fox, l'aventurière et celui de Cassandra Wong dans le film Wayne's World.

## Biographie

### Jeunesse
Althea Rae Duhinio Janairo naît le 2 janvier 1967 à Honolulu, Hawaï (États-Unis). Elle a des origines philippines, chinoises et espagnoles.
Petite, elle souhaite devenir chanteuse. À l'âge de 17 ans, elle participe notamment à l'émission Star Search. Elle est éliminée dès le premier tour mais elle est cependant repérée par un producteur de cinéma local et s'oriente alors vers une carrière cinématographique. Son premier rôle est celui d'Amy dans le film de Jack Bravman, Zombie Nightmare, en 1986[réf. souhaitée]. Elle prend alors le pseudonyme de Tia Carrere.

### Carrière
Souhaitant continuer dans cette voie, Tia Carrere s'établit à Los Angeles et devient mannequin quelques mois. Elle décroche un rôle dans Hôpital central entre 1985 et 1987. Dans le même temps, elle fait une brève apparition dans l’Agence tous risques, qui était supposé lui proposer un rôle principal. Elle participe ensuite à un épisode de Supercopter, Code Quantum et MacGyver, où elle campe une instructrice de karaté.
Elle enchaîne ensuite les films comme Le commando de la dernière chance de Richard Lang en 1989, Fatal Mission de George Rowe en 1990 et enfin un rôle plus notable dans Harley Davidson et l'homme aux santiags de Simon Wincer. Elle interprète généralement un personnage asiatique aux origines diverses (chinoise, japonaise…).
Son premier grand rôle est celui de Cassandra, chanteuse de rock et amoureuse de Wayne (Mike Myers), dans Wayne's World en 1992. Elle reprend son rôle l'année suivante dans Wayne's World 2. Elle interprète également trois titres sur la bande originale du premier film. Enfin, elle est nommée aux MTV Movie Award de 1992 pour ce rôle dans la catégorie « Femme la plus désirable ».
En 1993, elle sort son premier album solo intitulé Dreams sous le label Reprise. Son disque est certifié disque de platine aux Philippines. S'ensuivent d'autres rôles dans des films importants, notamment le rôle de Juno Skinner dans True Lies (film d'action aux côtés d'Arnold Schwarzenegger en 1994), de la voleuse Gina Walker dans The Immortals (1995), et de la secrétaire Victoria Chapell dans High School High et enfin dans Soleil levant, où elle incarne Jingo Asakuma aux côtés de Sean Connery.
De 1999 à 2003, elle obtient le rôle principal de la série Sydney Fox, l'aventurière. Elle y joue Sydney Fox, une professeure en archéologie. Son rôle est inspiré d'Indiana Jones et de Tomb Raider. Plus récemment, Tia Carrere a prêté sa voix à la sœur de Lilo, « Nani » dans le dessin animé Lilo et Stitch, ainsi que les suites et les dérivés de la licence, comme les jeux vidéo par exemple. Elle continue sa carrière dans le doublage en prêtant sa voix à la Reine Tyr'ahnee dans la série animée Duck Dodgers.
Elle pose nue pour Playboy en janvier 2003. En août, elle reçoit un Lifetime Achievement Award (Récompense pour l'ensemble de sa carrière) des mains de la présidente des Philippines Gloria Macapagal-Arroyo, pour célébrer sa carrière cinématographique et discographique.

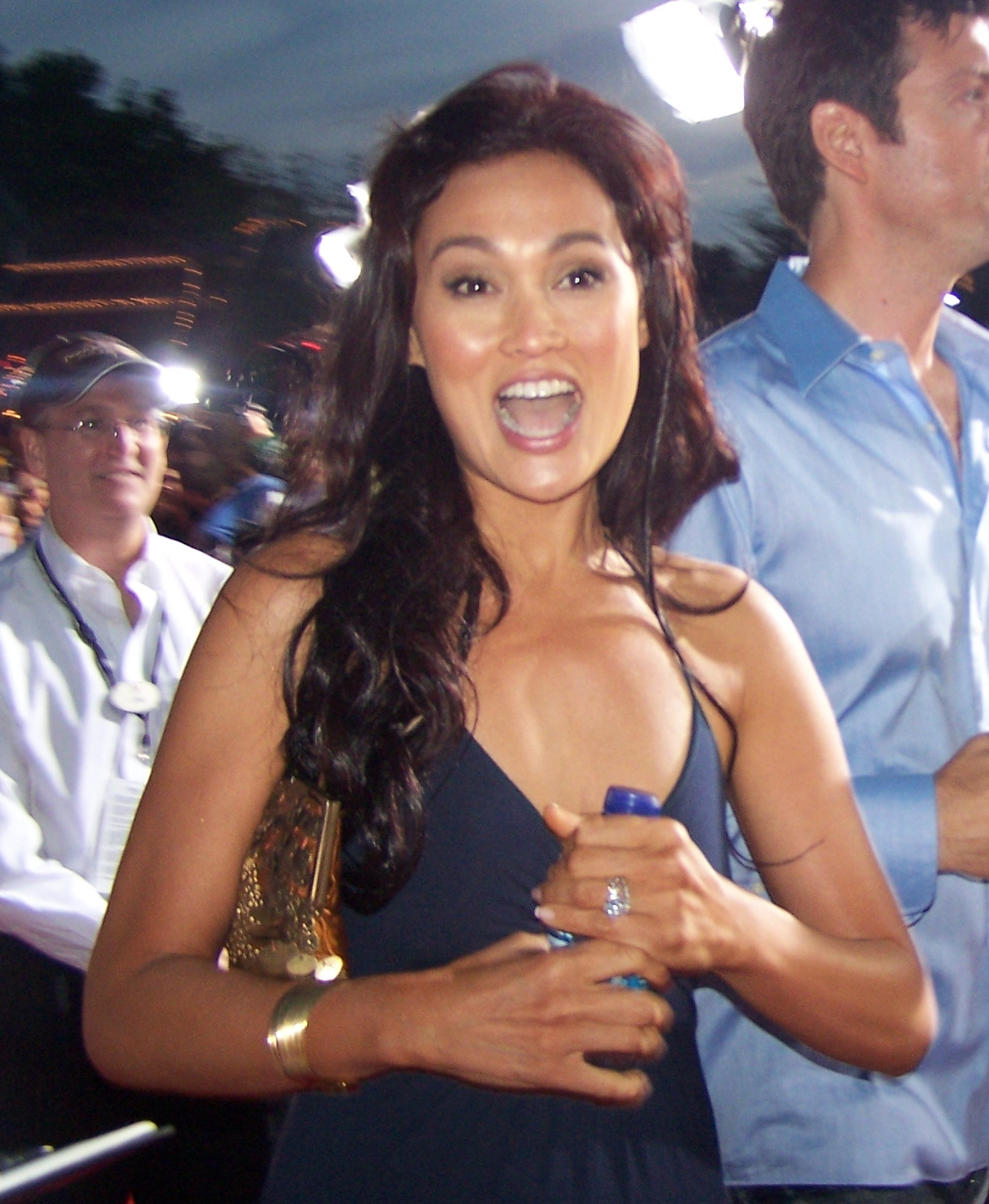
Tia Carrere en 2004.

Elle participe en tant que concurrente dans l'émission de télé-réalité Dancing with the Stars avec comme partenaire, le danseur Maksim Chmerkovskiy.
Elle apparaît également de nouveau dans des séries télévisées comme Newport Beach en 2006 ou Nip/Tuck en 2007. Enfin, elle sort un nouvel album intitulé Hawaiiana en 2007, pour lequel elle reçoit une nomination aux Grammy Awards dans la catégorie Meilleur album hawaiien (« Best Hawaiian Music Album »).
Après son passage dans Dancing with the Stars 2, elle retente une nouvelle fois avec la télé réalité en faisant partie des célébrités de The Celebrity Apprentice 5 en 2012 sur la chaine NBC.

### Vie privée
Le 22 novembre 1992, Tia Carrere se marie au producteur italo-libanais Elie Samaha. Elle divorce en février 2000. Remariée le 31 décembre 2002 avec le reporter anglais Simon Wakelin (en), elle a une fille, Bianca, née le 25 septembre 2005. Elle divorce de Simon Wakelin en 2010. Ils se réconcilient en 2015.

## Filmographie

### Cinéma
- 1986 : Zombie Nightmare (en) : Amy
- 1988 : Aloha Summer (en) : Lani Kepoo
- 1989 : Oro fino (en)
- 1989 : Le Commando de la dernière chance (The Road Raiders) : Diane
- 1990 : Fatal Mission : Mai Chang
- 1990 : Instant Karma
- 1991 : Harley Davidson et l'Homme aux santiags de Simon Wincer : Kimiko
- 1991 : Dans les griffes du dragon rouge de Mark L. Lester : Minako
- 1992 : Little Sister de Jimmy Zeilinger : Adrienne
- 1992 : Intimate Stranger : Mina
- 1992 : Wayne's World de Penelope Spheeris : Cassandra Wong
- 1993 : Soleil levant de Philip Kaufman : : Jingo Asakuma
- 1993 : Tueuse à gage (Quick) : Janet Sakamoto
- 1993 : Wayne's World 2 de Stephen Surjik : Cassandra Wong
- 1994 : Hostile Intentions : Nora
- 1994 : Treacherous : Docteur Jessica Jamison
- 1994 : L'Irrésistible North (North) : Julie (Voix)
- 1994 : True Lies de James Cameron : Juno Skinner
- 1995 : Immortals : Gina Walker
- 1995 : La Femme de mon prof (en) (My Teacher's Wife) : Vicky Mueller
- 1995 : Jury Duty de John Fortenberry : Monica
- 1996 : Hollow Point (Arsenal de pointe (Québec)) de Sidney J. Furie : Diane Norwood
- 1996 : Prof et Rebelle (High School High) : Victoria Chapell
- 1997 : Les Rapaces (Top of the World) : Rebecca Mercer
- 1997 : Kull le conquérant de John Nicolella : Akivasha
- 1997 : The Night of the Headless Horseman (es) : Katrina Van Tassel (Voix)
- 1997 : Happily Ever After: Fairy Tales for Every Child : Mija (Voix)
- 1998 : S.C.A.R. (Justice sans sommation) (en) (Scar City) : Candy
- 1999 : Un homme idéal de Brett Parker : Samantha Feld
- 1999 : Merlin: The Return (en) Maxwell
- 1999 : Five Aces (en) : Karen Haggerty
- 2002 : Lilo et Stitch : Nani (Voix)
- 2003 : Stitch ! le film : Nani (voix)
- 2005 : Back in the Day de James Hunter : Loot
- 2006 : Leroy et Stitch : Nani (Voix)
- 2008 : Blood Bride : Les noces de sang (Dark Honeymoon) : Miranda
- 2009 : Wild Cherry (en) : Mme Haumea
- 2011 : Blonde Movie de Leah Sturges : Jodie
- 2011 : Et maintenant... N'embrassez pas la mariée de Rob Hedden : Lani
- 2014 : Pokers (Gutshot Straight) : Leanne
- 2017 : Palm Swings : Cherry Bomb
- 2024 : Waltzing with Brando de Bill Fishman : Madame Leroy
- 2025 : Lilo et Stitch (Lilo & Stitch) de Dean Fleischer Camp : Mme Kekoa

### Télévision

#### Téléfilms
- 1985 : Covenant : la jeune fille
- 2004 : Ma famille à tout prix (Torn Apart) : Vicki Westin
- 2005 : Supernova (Supernova - The Day the World Catches Fire) : Lisa Delgado
- 2012 : Catastrophe en plein ciel (Collision Course) : Kate Parks
- 2013 : Une mère à la dérive (Final Recourse) : Michelle Gaines
- 2014 : Mickey Matson : le code des pirates (Pirate's Code: The Adventures of Mickey Matson) : Kelly
- 2014 : Alerte astéroïde (Asteroid vs. Earth) : Marissa Knox
- 2015 : Tom et Jerry : Mission espionnage (Tom and Jerry: Spy Quest) : Jezebel Jade (voix)

#### Séries télévisées
- 1985 : Espion à la mode (Cover Up) : Miss Philippines
- 1985 : Supercopter (Airwolf) : Kiki Tinabi
- 1985-1987 : Hôpital central (General Hospital) : Jade Soong Chung, R.N.
- 1986 : L'Agence tous risques (The A-Team) Saison 4 épisode 23 : Tia
- 1986 : MacGyver Saison 2 épisode 4 : Lisa Chan
- 1987 : MacGyver Saison 3 épisode 20 : Tiu
- 1987 : L'Enfer du devoir (Tour of Duty) : Lang
- 1988 : Noble House (en) : Venus Poon
- 1989 : Anything but Love (en) : Cey
- 1990 : Vendredi 13 (Friday the 13th: The Series) : Michiko Tanaka
- 1990 : Code Quantum (Quantum Leap) Saison 3 épisode 2 : Chu-Hoi
- 1990 : Mariés, deux enfants (Married with Children) Saison 5 épisode 6 : Piper Bowman
- 1992 : Les contes de la crypte (Tales from the Crypt) Saison 4 épisode 3 : Scarlett
- 1995-1996 : Murder One : Beverly Nichols
- 1998 : Les Dessous de Veronica (Veronica's Closet) : Kim
- 1998 : Hercule (Hercules) : Marigold
- 1999-2002 : Sydney Fox, l'aventurière (Relic Hunter) : Sydney Fox
- 2006 : Newport Beach (The O.C.) : Dean Torres (saison 4, épisode 2)
- 2007 : Moi et Mon Public (en) (Back to You) : Maggie (saison 1, épisode 5)
- 2007 : Nip/Tuck : maîtresse sado-maso (saison 5, épisode 1)
- 2007 : Larry et son nombril (Curb Your Enthusiasm) : Cha Cha (saison 6, épisodes 1, 4 et 10)
- 2008 : Untitled Liz Meriwether Project : Paula Poland (pilote non retenu)
- 2009 : Les Experts : Miami (CSI: Miami) : Jacqueline Parsons (saison 8, épisode 3)
- 2010 : Warehouse 13 : Kate « Katie » Logan (saison 2, épisodes 6 et 9)
- 2011 : True Justice : Lisa Clayton (saison 1, épisodes 7 et 8)
- 2011 : Médecins de combat (Combat Hospital) : Jessica Draycott (saison 1, épisode 3)
- 2012 : US Marshals : Protection de témoins (In Plain Sight) : Lia Hernandez (saison 5, épisodes 2, 4, 7 et 8)
- 2015 : Hawaii 5-0 (Hawaii Five-O) : Makana Kalakaua (saison 5, épisode 25 / saison 6, épisode 1)
- 2017 : Blue Bloods : Chow Lin (saison 8, épisode 3)
- 2020 : AJ and the Queen : Lady Danger
- 2023 : Mes premières fois (saison 4 épisode 6)

### Séries d'animation
- 2003-2006 : Lilo et Stitch, la série (Lilo and Stitch: The Series) : Nani (voix originale)
- 2003-2005 : Duck Dodgers : Tyr'ahnee, La reine des Martiens (voix originale)
- 2005 : American Dragon: Jake Long : Yan Yan (voix originale)
- 2011-2013 : Scooby-Doo : Mystères associés (Scooby-Doo ! Mystery Incorporated) : Judy Reeves (voix originale)

### Jeux vidéo
- 1995 : The Daedalus Encounter : Ari
- 2006 : Saints Row : Lin

### Productrice
- 1995 : The Immortals
- 1998 : 20 Dates (en)
- 1999 : One Last Track

## Discographie

### Bandes originales
- 1991 : Rebelles
  - Won't Let Me Go
- 1992 : Wayne's World
  - Fire
  - Ballroom Blitz
  - Why You Wanna Break My Heart
- 1993 : Batman contre le fantôme masqué
  - Chante sur la ballade : I Never Even Told You
- 2005 : Aloha, Scooby-Doo !

## Distinctions

### Récompenses
- ShoWest Award pour « la star féminine du lendemain »
- Lifetime Achievement Award (récompense philippine)
- Grammy Award pour son album 'Ikena (2009) (producteur Daniel Ho (en))

### Nominations
- American Latino Media Arts Awards pour son rôle dans Sydney Fox, l'aventurière
- Saturn Award pour son rôle dans True Lies
- MTV Movie Award pour ses rôles dans True Lies et Wayne's World
- Grammy Award pour son album Hawaiiana

## Voix françaises
En version française, Laurence Dourlens est la voix française la plus régulière de Tia Carrere. Céline Monsarrat l'a également doublée à cinq reprises.